# ポーランドの戒厳令
ポーランドの戒厳令（ポーランド語：Stan wojenny w Polsce）は、1981年12月13日から1983年7月22日まで布告された。ポーランド人民共和国政府は、主に独立自主管理労働組合「連帯」などの政治的反対勢力に対抗する試みとして、戒厳令を敷き、軍事政権を導入し、人々の日々の生活を大幅に制限した。

## 概要

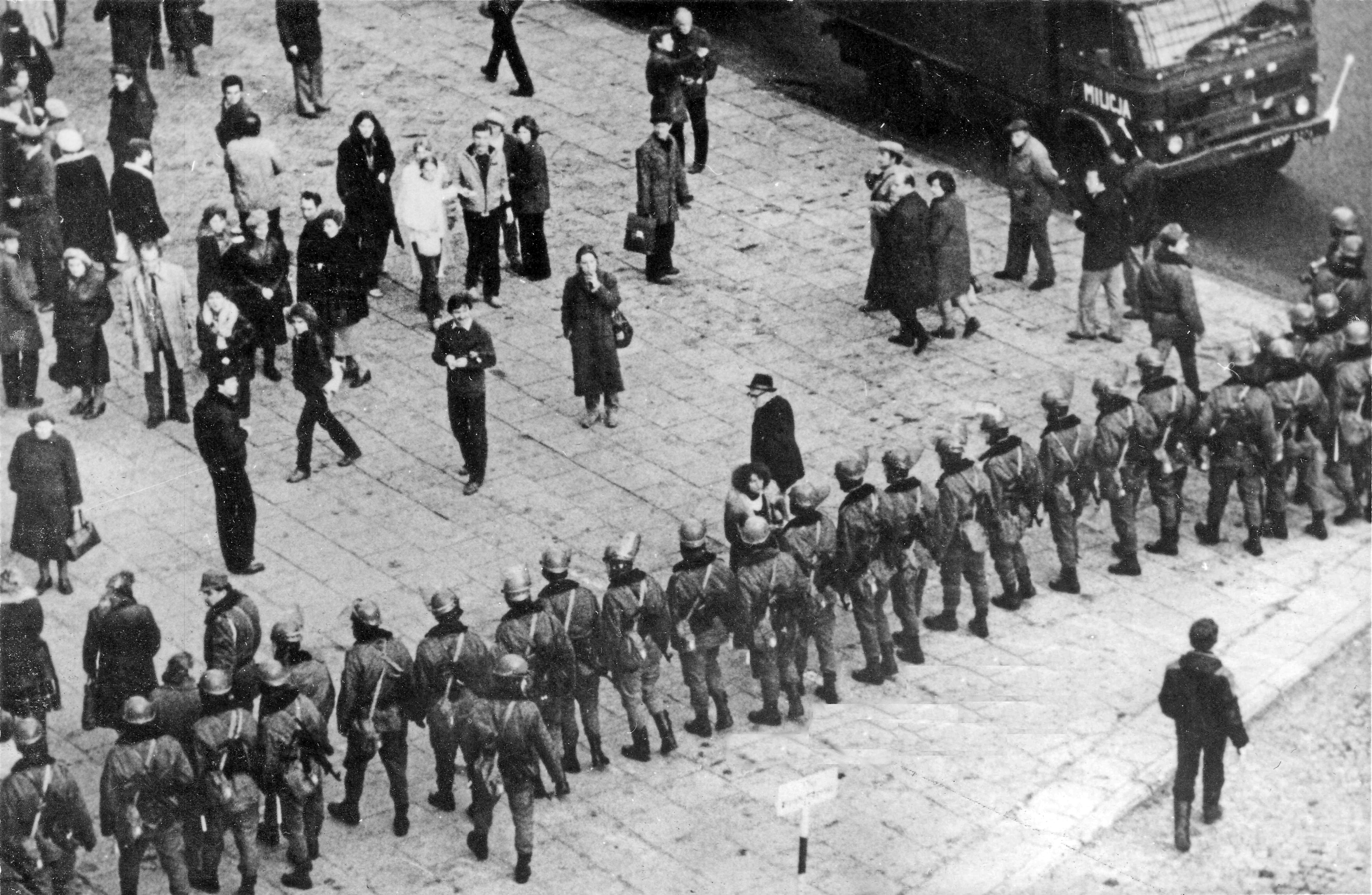
戒厳令下のポーランド（1981年から1983年にかけて）

1970年代後半から、共産主義ポーランドの景気は大きく後退する。ポーランド統一労働者党（PZPR）第一書記のエドヴァルト・ギエレクは、経済状況改善のため、外国の債権者から一連の多額の融資を受けたが、結果として国内危機を引き起こしてしまった。
生活必需品は多く配給されていたが、それが「連帯」として知られる、共産圏初の反共産主義労働組合を1980年に結成させるきっかけとなった。グダニスク協定に従って労働組合結成を許可したギエレクは、その後1か月経たずにポストを追われ、自宅軟禁とさせられた。
主な工業地帯の労働者達によるストライキやデモが相次ぎ、ポーランドは崩壊へと向かっていた。新しい第一書記であるヴォイチェフ・ヤルゼルスキ将軍は、必要があればデモを武力で封じ込めることを決めた。
1981年12月13日、ヤルゼルスキは戒厳令の正式な承認の前日、国家評議会の投票に続いてテレビ演説にて戒厳令の導入を発表した。1952年憲法に規定されない軍事政権である救国軍事会議（WRON）は戒厳令下のポーランドを統治するために発足した。ポーランド人民軍、市民民警（ポーランド語: Milicja Obywatelska）、特殊部隊ZOMO（ポーランド語: Zmotoryzowane Odwody Milicji Obywatelskiej）、そして戦車が、通常の警備を行いながらも、デモ隊の士気を削ぐ、戦略的組織を管理する、外出禁止令を維持する、といった目的のために配備された。許可無く市内を外出することは禁止され、食糧不足は深刻化し、あらゆるメディア、連絡に対し検閲がなされた。
秘密諜報局（SB）は、公共エリアや国の機関での電話を盗聴した。数千もの反体制活動家たちは裁判もなく投獄され、戒厳令が1983年に解かれても、多くの政治犯らは1986年の大赦まで解放されることはなかった。反体制派への取り締まりを受け、レーガン政権はポーランドと近隣国のソ連に経済制裁を科し、前者の経済状況をさらに悪化させた。
戒厳令導入を受け、いくつかの反対運動が起こった。12月16日、ZOMO分隊は、工業都市カトヴィツェのヴイェック炭鉱での親連帯鉱山労働者のストライキを、9人のデモ隊を殺害して鎮圧した。ポーランド中で起きたほかのデモは、軍隊か準軍組織により、放水砲、催涙ガス、警棒やこん棒を使って91人が殺されながら消失していった。ただ、この数は確かではなく、現在でも歴史学者の間で議論されている。
戒厳令は1982年12月31日に一旦停止され、1983年7月22日に公式に解除された。